# Natalja Wladimirowna Solodkaja
Natalja Wladimirowna Solodkaja (russisch Наталья Владимировна Солодкая, wiss. Transliteration Natal'ja Vladimirovna Solodkaja, * 4. April 1995 in Malamino) ist eine russische Fußballspielerin. Sie steht derzeit bei FK Krasnodar unter Vertrag und spielte 2017 für die russische Nationalmannschaft.

## Karriere

### Vereine
Natalja Solodkaja begann ihre Karriere bei Kubanotschka Krasnodar. Seit der Auflösung des Vereins Anfang 2020 spielt sie für FK Krasnodar.

### Nationalmannschaft
Solodkaja spielte zunächst für die russische U-19-Mannschaft. Am 8. Juni 2017 kam sie bei einem Freundschaftsspiel gegen Serbien erstmals für die russische Nationalmannschaft zum Einsatz. Mit der Nationalmannschaft nahm sie auch an der Fußball-Europameisterschaft der Frauen 2017 teil, wobei sie in allen drei Gruppenspielen spielte. Im letzten Gruppenspiel gegen Deutschland spielte sie zum letzten Mal für die Nationalmannschaft.